# Équipe de Tunisie de volley-ball en 1971
L'équipe de Tunisie de volley-ball remporte en 1971 son deuxième titre consécutif au championnat maghrébin ainsi qu'au championnat d'Afrique organisé au Caire, ce qui lui permet de se qualifier pour la première fois aux Jeux olympiques. La Tunisie dispute aussi les Jeux méditerranéens organisés du 6 au 17 octobre à Izmir.

## Matchs
| Date         | Lieu     | Adversaire | Score | Durée | Compétition | Meilleur marqueur | Référence |
| octobre 1971 | Izmir    | Turquie    | 0-3   | -     | JM          | -                 |           |
| 1971         | Le Caire | Sénégal    | 3-1   | -     | CHAN        | -                 |           |
| 1971         | Le Caire | Cameroun   | 3-0   | -     | CHAN        | -                 |           |
| 1971         | Le Caire | Égypte     | 3-2   | 4 h 0 | CHANF       | -                 |           |

JM : match des Jeux méditerranéens de 1971 ;
CHAN : match du championnat d'Afrique 1971
F Finale

## Sélections
Sélection pour le championnat d'Afrique 1971
- Ouaiel Behi, Samir Lamouchi, Noureddine Ben Slimène, Naceur Bounatouf, Hamouda Ben Messaoud, Raja Hayder, Hédi Ben Sedrine, Abdelaziz Boussarsar, Moncef Ben Soltane, Mohamed Ben Cheikh, Naceur Ben Othman
- Entraîneur :  Gustáv Breznen